# Tankmonument (Zelzate)

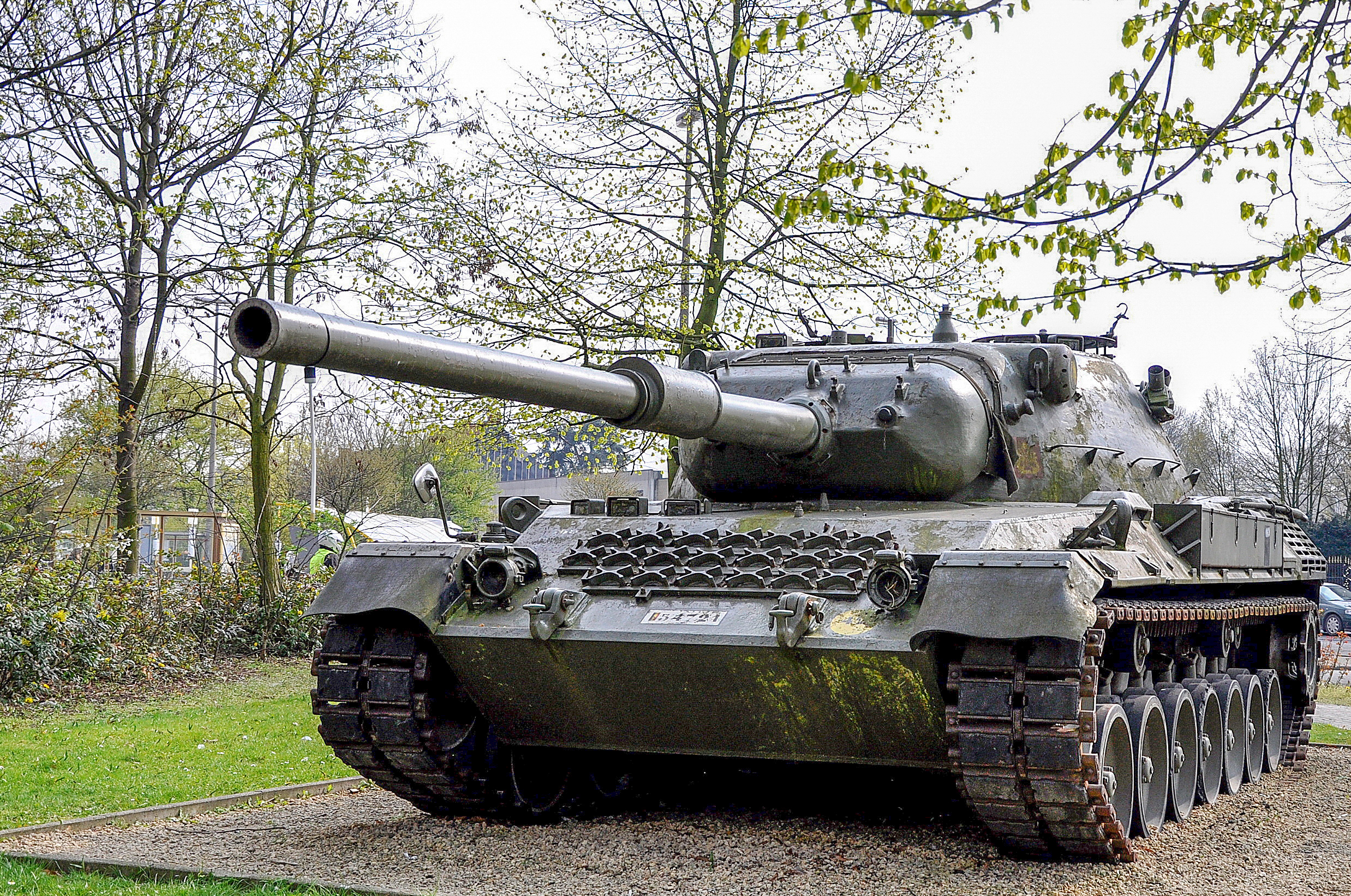
Het tankmonument te Zelzate met de Leopard I-A5

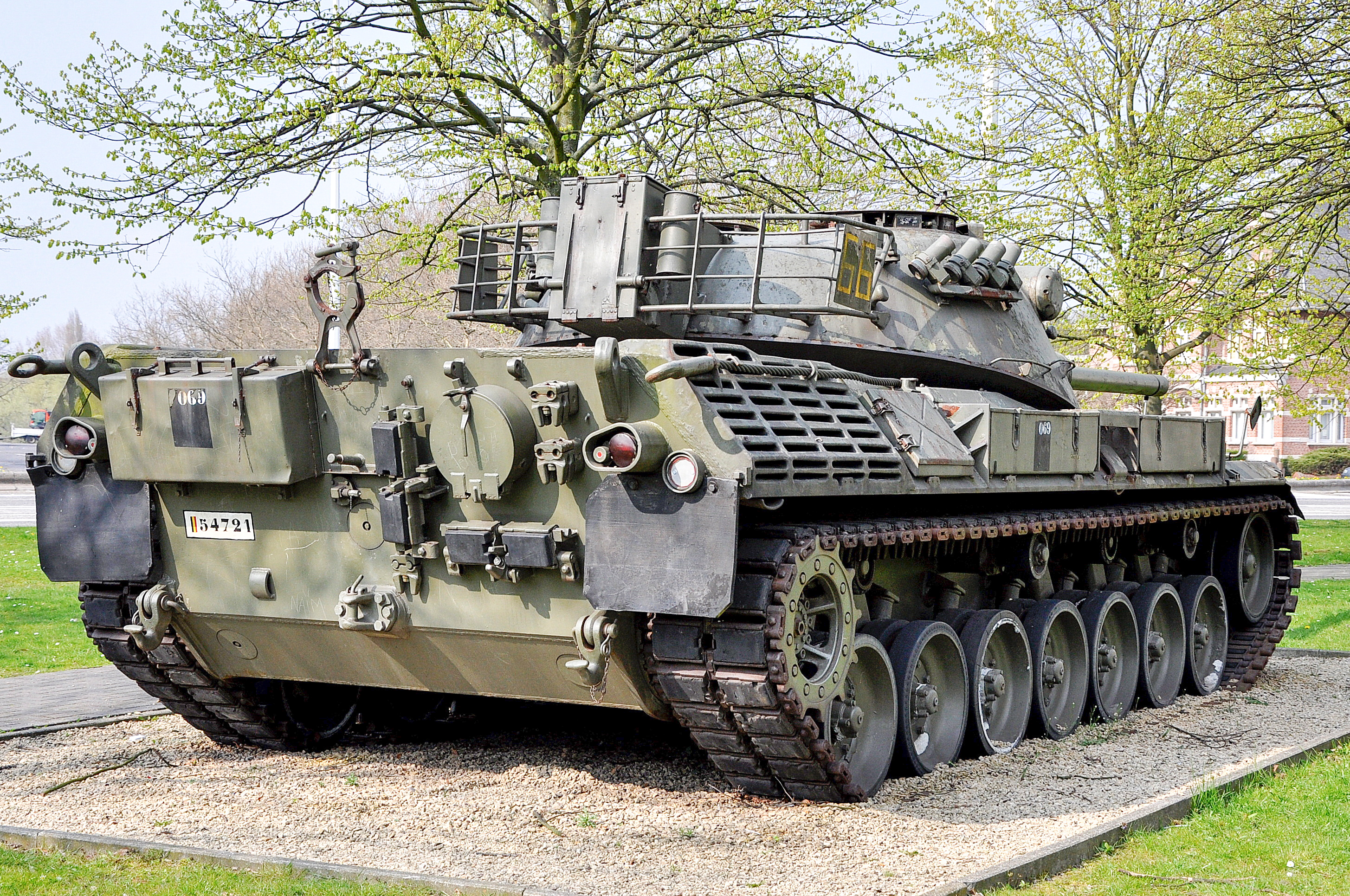
Achterzijde van de Leopard I-A5

Het Tankmonument is een oorlogsmonument in de Belgische plaats Zelzate. Dit tankmonument staat aan de Oostkade. De naoorlogse tank is van het type Leopard 1.

## Geschiedenis
Op 22 en 23 mei 1940 vonden er tijdens de Tweede Wereldoorlog zware gevechten plaats in Zelzate, met aan de ene kant Belgische 2e Gidsen Regiment tegenover het Duitse leger. De Belgen weerstonden met zware verliezen de Duitse aanval.
Op 2 september 2000 werd op de Oostkade in Zelzate een tank van de pantsercavalerieschool van het Regiment der Gidsen geplaatst. Dit gebeurde ter gelegenheid van de 60e verjaardag van de gevechten in Zelzate.
In 2014 werd de tank gerestaureerd.